# Poland (Kiribati)
Poland è il più piccolo villaggio dell’isola Christmas.
Deve il suo nome a Stanisław Pełczyński, manager polacco della piantagione.